# Eleutherodactylus cooki
Eleutherodactylus cooki é uma espécie de anfíbio anuro da família Eleutherodactylidae. É considerada vulnerável pela Lista Vermelha da UICN. Está presente em Porto Rico.